# 陀飛輪 (陳奕迅歌曲)
陀飛輪是香港男歌手陳奕迅一首2010年推出的粵語歌曲，由Vincent Chow作曲，黃偉文填詞。歌名以高級機械腕錶的重要部件「陀飛輪」代指屬於奢侈品的名牌腕錶，對花費時間追逐名利、物質、虛榮的人生作出反思。2012年末女歌手關淑怡曾以單曲形式發行其翻唱版本。

## 背景
陀飛輪是香港男歌手陳奕迅諸多探討人生哲理的歌曲之一，屬於填詞人黃偉文為陳奕迅所寫的「男人四部曲」（又稱為「男人玩具」或「成年男人玩具」:238:118-119、「男人玩物誌」:158四部曲等等）的最後一首及總結之作:118-119。該系列借成年男人四種常見的奢侈嗜好、物質追求為題，表達哲理，包括前三作：葡萄成熟時（2005年）以紅酒釀造比喻愛情；人車誌（2006年）寫飆車宣洩壓力；沙龍（2009年）寫攝影；及本作陀飛輪（2010年）寫腕錶；作為系列總結，陀飛輪詞中也出現了該四種事物，詳見下章。:238-239:119

## 創作與製作
陀飛輪時長4分38秒，以
拍的C大調創作，每分鐘134拍，曲風偏向傷感。由Vincent Chow作曲，黃偉文填詞，Gary Tong編曲，Alvin Leong監製。編曲方面以較簡單的鋼琴伴奏為主。:159

### 歌詞
歌詞從歌者對其人生的回憶開始，18歲時青春無限，可以肆意揮霍時間；到了漸趨成熟的27歲階段，開始為事業奮鬥，消耗時間拼命追求名利；到了名成利就，物質生活與虛榮都得到滿足（包括擁有名錶等奢侈品）的現在，已經年華老去，才發覺內心並未得到真正滿足，一直以來只是虛耗時間和青春，後悔莫及。
歌名「陀飛輪」是高級機械腕錶機芯內技術含量最高、最具價值的裝置，在此代指名牌腕錶，同時包含了詞中奢侈品（物質生活）與時間兩種元素。
個別詞句特色列舉如下：
- 「勞力是無止境 活著多好 不需要靠物證 也不以高薪高職高級品搏尊敬 就算搏到 伯爵那地位和蕭邦的雋永......」一段以諧音及雙關語的形式將三個奢侈腕錶品牌的中文名稱：劳力士、伯爵錶、蕭邦錶嵌入詞中[6]:240[7]:119-120。後來香港出現了一句常見於名錶收藏話題的流行語「勞力士無止境」[13][14][15][16][17][18][19]，是將「勞力士」直接替換到詞中。
- 「你獻出了十吋時和分 可有換到十吋金」一句融會了諺語「一寸光陰一寸金，寸金難買寸光陰」。[6]:239
- 結尾「在時計裏看破一生 渺渺」中的「渺渺」一詞與「秒秒」同音，亦是語帶雙關，既指人生的茫然，亦指時間。[7]:120
- 此歌作為「男人四部曲」的總結，「我的美酒 跑車 相機 金錶 也講究」一句羅列出代表四首歌的事物。[6]:238-239[7]:119

## 音樂影片
音樂影片開首有一段的題詞：「孩子的一天很快過，一年卻很漫長；成人的一天很漫長，一年卻轉眼過去」:122。影片表現了人長大後對於時間流逝的感慨，當中穿插著太空人、毛絨兔、小丑等人物，以表達成年人對童年幻想的留戀。陳奕迅在影片中穿著一件帶有浮誇及懷舊感覺的紫色西裝外套演出。
此影片在YouTube逾2200萬點擊率，多年來名列累計點擊率最高的粵語歌曲音樂影片的前十之一。（截至2023年3月紀錄）

## 發行
初收錄於2010年3月發售的陳奕迅個人迷你專輯《Time Flies》，由新藝寶唱片發行（當時已屬香港環球唱片旗下廠牌），全專輯歌曲皆以「時間」為題材。

## 獎項
| 頒獎年月   | 頒獎禮                                                  | 獎項                              | 單位         | 結果         |
| ---------- | ------------------------------------------------------- | --------------------------------- | ------------ | ------------ |
| 2010年11月 | 香港作曲家及作詞家協會 2010 CASH金帆音樂獎              | CASH最佳歌曲大獎（雙冠軍）        | 陀飛輪       | 獲獎         |
| 2010年11月 | 香港作曲家及作詞家協會 2010 CASH金帆音樂獎              | 最佳歌詞                          | 黃偉文陀飛輪 | 獲獎         |
| 2010年12月 | 新城電台 2010年度新城勁爆頒獎禮                         | 新城勁爆填詞大獎                  | 黃偉文陀飛輪 | 獲獎         |
| 2011年1月  | 香港商業電台 2010年度叱咤樂壇流行榜頒獎典禮             | 專業推介．叱咤十大                | 陀飛輪       | 十大之第五位 |
| 2011年1月  | 香港商業電台 2010年度叱咤樂壇流行榜頒獎典禮             | 叱咤樂壇我最喜愛的歌曲大獎        | 陀飛輪       | 獲獎         |
| 2011年1月  | 香港電台 第三十三屆十大中文金曲                         | 十大中文金曲                      | 陀飛輪       | 獲獎         |
| 2011年1月  | 香港電台 第三十三屆十大中文金曲                         | 全球華人至尊金曲獎                | 陀飛輪       | 獲獎         |
| 2011年1月  | 香港電台 第三十三屆十大中文金曲                         | 四台聯頒獎項：傳媒推薦大獎 - 歌曲 | 陀飛輪       | 獲獎         |
| 2011年7月  | 南方都市报 第十一届华语音乐传媒大奖                     | 年度粤语歌曲                      | 陀飛輪       | 獲獎         |
| 2011年7月  | 南方都市报 第十一届华语音乐传媒大奖                     | 最佳作词人                        | 黃偉文陀飛輪 | 獲獎         |
| 2012年2月  | 國際唱片業協會（香港會） IFPI香港唱片銷量大獎頒獎禮2011 | 十大暢銷數碼歌曲                  | 陀飛輪       | 獲獎         |

## 翻唱版本
- 香港女歌手何韻詩分別於其個人演唱會《HOCC Homecoming Live 2010》及《無臉人音樂會@台北大河岸》（2012年）演唱了此歌，編曲上混入了一些何韻詩歌曲的旋律。[31][32][33][註 4]

- 香港女歌手關淑怡為宣傳其2013年的演唱會《Your Favorite Kwan Suk'E in Concert 2013》[註 5]，於2012年末以單曲形式發行了此歌的翻唱版本，並拍攝了音樂影片，由關淑怡及名模周汶錡主演。編曲上採用歌者聲音與鋼琴「二重奏」的方式，加插秒針倒數聲效[34]。其演繹風格獲得歌手黃耀明等的好評。[30][33][35]

- 2014年末何韻詩與關淑怡在美國雷諾舉行了一場《Shirley Kwan + HOCC Reno演唱會》，期間合唱了此歌。[註 6]
- 香港組合C AllStar在2011年主演了一套音樂劇《摘星天梯》，講述一群80後追夢者面臨各種現實問題，當中翻唱了多首不同年代的名曲以表現故事情節，包括陀飛輪[37] 。翌年他們在演唱會《C AllLive 2012》亦演唱了此歌。[38]
- 2021年初香港男歌手謝東閔為紀念自己入行十周年，拍攝了一段音樂微電影《改變X重啟》，當中主要內容為翻唱陀飛輪。[39]

## 評價
研究歌詞的學者朱耀偉教授認為此歌的主題及箇中教化意味並不新穎，但「時間和名錶的crossover」既讓題旨鮮明亦中和了沉重感，詞中亦有不少「黃偉文招牌式的語言睿智」（巧妙的語言運用技巧）。
朱耀偉的學生梁偉詩博士稱讚此歌相對於系列前作，「內藏機關之餘又寫得淺白易懂」。她又指出腕錶中的陀飛輪是利用平衡原理運作的裝置，推斷詞中亦有對於「平衡」的隱喻，歌詞刻意將金錢等事物與時間置於極度對立的關係，營造失衡的狀態，寓意人生如何平衡需要自己決定，為系列前三作均未有過的「矛盾掙扎」。她又指出黃偉文是香港娛樂圈中出名的「潮人」、購物狂，當對名錶十分熟悉，而使用陀飛輪機芯的腕錶在設計上必能通過錶面的玻璃看到陀飛輪的運作，她認為詞中「人面跟水晶錶面對照」指的是此一設計，表現了黃偉文對陀飛輪的熟悉。
來自中國內地的樂評人何言（另有筆名「公元1874」）則認為這種闡述哲理的歌曲，出自陳奕迅與黃偉文這兩位當時在香港樂壇地位已很高的人物，才足以讓聽眾失落，如出自年輕、名氣不足的音樂人，未必有這樣的迴響。他亦指此歌較為大氣、複雜，Gary Tong採用簡單的編曲反而勾起了箇中味道，並更聚焦於陳奕迅的唱腔上。

## 備註
1. 1 2  編曲及監製按音樂影片所附資料。
2. ↑  參考「直到世間個個也妒忌 仍不怎麼富有」、「賣了任性 日拼夜拼 忘掉了為甚麼高興」、「靈魂若變賣了 上鏈也沒心跳」等語。
3. ↑  在2023年中跌出前十。
4. ↑  前奏及尾奏採用了再見...露絲瑪莉的前奏旋律，間奏則採用了勞斯‧萊斯的間奏旋律。間奏為化蝶的旋律一說[33]當為筆誤。
5. ↑  該演唱會贊助商為手錶品牌Philip Stein（翡麗詩丹），應當因此而選擇翻唱此歌。
6. ↑  此演唱會記載甚少，見上載至影片分享平台的相關合唱片段。[36]
7. ↑  「潮人」指熟知時尚趨勢，甚至引領時尚的人。黃偉文確有購買昂貴名錶的習慣[5]。